# Pyrgota undata
Pyrgota undata is een vliegensoort uit de familie van de Pyrgotidae. De wetenschappelijke naam van de soort is voor het eerst geldig gepubliceerd in 1830 door Wiedemann.